# Odu
Existen dieciséis Odú mayores en el cuerpo literario Odù Ifá ('libros').  Combinados, resultan en un total de 256 odú, estos se refieren a todas las situaciones, circunstancias, acciones y consecuencias en la vida.  Constituyen la base del conocimiento tradicional espiritual y todos los sistemas de adivinación yorubá.
I es una cuenta impar o un resultado de "cabeza", e II es una cuenta par o lo mismo un resultado "enflaquecido"; los dieciséis patrones básicos y sus nombres yoruba figuran en la barra lateral.  Esta es sólo una forma de ordenarlos, que cambia dependiendo del área en Nigeria, o de la diáspora.  Otra forma, utilizada en Ibadan y Cuba es: Ejiogbe, Oyekun meji, Iwori Meji, Idi Meji, Irosun Meji, Oworin Meji, Obara Meji, Okanran Meji, Ogunda Meji, Osa Meji, Ika Meji, Oturupon Meji, Otura Meji, Irete Meji, Oshe Meji, Ofun Meji. Heepa Odu! (Esto se debe decir cada vez que nombramos a Ofun). Eso cambia el desfecho de ciertas partes de la lectura.
Odú es un concepto del culto de Ifá también usado en el candomblé, interpretado en el merindilogun, en la caida de búzios.
La palabra odu viene de la lengua iorubá y significa destino.  Cada hombre (ser) posee su destino que se asemeja a de otros pero siempre con alguna particularidad.  Para ese estudio son usadas diversas técnicas o métodos oraculares, como por ejemplo lo Merindilogun, el opele-Ifá, el Ikin, etc.
El Culto de Ifá por costumbre es hecha por hombres, llamados Babalawô, diferente de los cultos realizados en el Candomblé que son practicados por hombres Babalorixá y mujeres Iyalorixá.  Cuando alguien quiere cuidar de su Orixá busca un Babalorixá o Iyalorixá, pero cuando es para tratar de su equilibrio mientras Ser, busca un Babalawô que lo hará por los caminos de Odu.
La consulta a través de los Odus puede ser interpretado por el Oráculo de Ifá, con los Odu Meji (dobles destinos o repetidos dos veces) son en número de 16 y conocidos como Odu Originales o Principales. 
En el sistema Ifá, que es el sistema de adivinhação iorubá, los 16 odus son los caminos de la vida. Cada persona tiene su camino revelado por Ifá a través del Odu. 
El sistema geomântico usa 16 conchas, o granos, o cocos, conforme la región. La forma de lanzar los búzios posibilita 256 combinaciones o figuras, y para cada una de ellas existen versos (itans) que son decorados por el babalawô. El sistema, hereditário, exige largo aprendizado y pruebas.
Los 16 odu originales o principales, sus nombres, representación en Ifá, orden de llegada en el Àiyé (Tierra) y orden de caída para consulta al Oráculo.

## Caída de Búzios
1. Un búzio abierto - Okaran
2. Dos búzios abiertos - Ejiokô
3. Tres búzios abiertos - Etaogundá
4. Cuatro búzios abiertos - Irosun
5. Cinco búzios abiertos - Ôxê
6. Seis búzios abiertos - Obará
7. Siete búzios abiertos - Ôdi
8. Ocho búzios abiertos - Êjioníle
9. Nueve búzios abiertos - Ossá
10. Diez búzios abiertos - Ôfun
11. Once búzios abiertos - Ôwarin

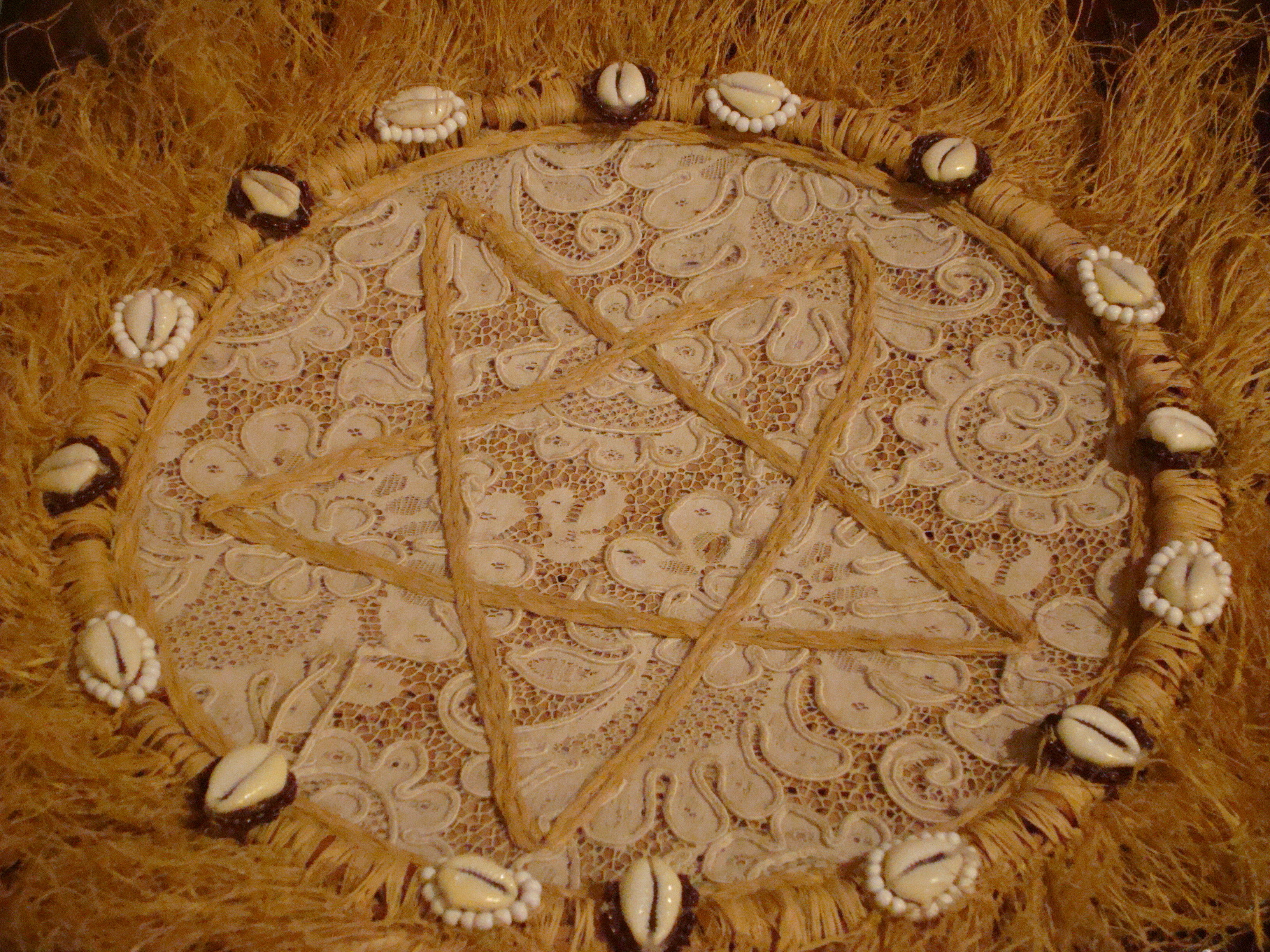
Opon Meridilogun.

12. Doce búzios abiertos - Êjilaxeborá
13. Trece búzios abiertos - Êjilobon
14. Catorce búzios abiertos - Iká
15. Quince búzios abiertos - Obéogundá
16. Dieciséis búzios abiertos - Êjibé